# The Prettiest Curse
The Prettiest Curse è il terzo album in studio del gruppo musicale spagnolo Hinds, pubblicato il 5 giugno 2020 da Lucky Number e Mom + Pop Music.

## Tracce
1. Good Bad Times – 3:19
2. Just Like Kids (Miau) – 2:09
3. Riding Solo – 3:37
4. Boy – 3:17
5. Come Back And Love Me <3 – 3:51
6. Burn – 2:54
7. Take Me Back – 3:11
8. The Play – 3:06
9. Waiting For You – 3:30
10. This Moment Forever – 3:53

## Formazione
- Carlotta Cosials – voce, chitarra
- Amber Grimbergen – batteria
- Ade Martín – basso
- Ana García Perrote – voce, chitarra